# Kontroll Csoport
A Kontroll Csoport magyar alternatív rockzenekar volt az 1980-as években Budapesten. 
Az Ős-Kontrollhoz 1981-ben csatlakozott a rövid idő alatt legendává lett URH együttes együttes frontembere, Müller Péter Sziámi, aki később az énekesnő, Bárdos-Deák Ágnes férje is lett. Az URH utódaként jött létre a később szintén legendássá vált formáció, a mai napig aktív Európa Kiadó. 
Politikai töltetű, rendszerellenes számokat készítettek és terjesztettek kazettákon – kézről kézre adva, hisz lemezről egy ideig szó sem lehetett – óriási népszerűséggel és sikerrel. A zenekar hangzása a szaxofonra és a basszusgitárra, valamint a férfi és női hang szintézisére épült. 
Jávorszky Béla Szilárd és Sebők János könyvében így jellemzi az együttest: A nyolcvanas évek elejének egyik legegyénibb hangvételű zenekara. Egyben zeneileg mind közül a legnyitottabb. Tagjainak potenciálját mutatja, hogy az 1983-as felbomlás után öt új együttes élén folytatták (Kampec Dolores, Sziámi-Sziámi, Balkán-tourist, Ági és a Fiúk, Keleti Fény).
A zenekar búcsúkoncertjei végül az 1983 május 15-i és 22-i, Ikarusz-beli koncertek lettek. A zenekar augusztusban megszűnt. Számos utódzenekar keletkezett: Kampec Dolores, Balkan FuTourist, Keleti Fény, Sziámi-Sziámi.

## Az együttes tagjai

### 1980-81
- Kistamás László – ének
- Bárdos-Deák Ágnes – ének
- Hajnóczy Csaba – gitár
- Hajnóczy Árpád – tenorszaxofon
- Iványi Norbert – dob (fél évig játszott az együttessel)
- Farkas Zoltán – basszusgitár

### 1981-83
Csatlakoztak:
- Újvári János – altszaxofon
- Müller Péter – ének
- Lehoczki Károly – dob

## Dalaik
Az együttesnek akkoriban nem adták ki lemezét, ám így is számos daluk vált ismertté. 
(nem teljes lista)
- A félelem háza
- A mi agyunk téves
- A zene mindenkié
- Annál jobb itt minél rosszabb
- Anti-bébi
- Anyád
- Az ember minden nap csak felkel
- Azt csinálok, amit akarok
- Besúgók és provokátorok
- Bétaville
- Bonnie & Clyde
- Egy hang a rádióból
- Eladom
- Ez a fajta
- A hang
- Ezer nő és ezer férfi
- Fényes bogarak
- Gettó
- Halálos szerelem
- Hol vannak a régi álmaim
- Holdfényes májusok
- I am you
- Ismeretlen katona
- Johnny Rotten
- Jól van jól
- Jöjj drágám
- Keresnek
- Kicsinek látszol innen
- Kis piros bombázó
- Laila
- Lilli Kommandó
- Ma háború van, holnap béke
- Mik ezek a csúnya foltok
- Nehezen jöttél
- Nem akarom elvenni a kedvedet
- Nem én vagyok
- Olé-olá
- Rendőr
- Sex
- Szeretlek
- Túl vagyok a szexen

## Kiadványaik
- Kontroll Csoport, 1991 (Nagylemez. Bahia LPB 001, 1991)
- A Nap Napon (Kazetta. Bahia MKB 001, 1991)

Élőfelvétel, mely 1991. június 21-én, a Nap-Nap Fesztiválon megtartott visszatérő és egyben búcsúkoncertjükről készült.
Újra kiadva CD-n 2009-ben az Alexandra és Port.hu közös Underground katalógusában Nap-nap fesztivál 1991 címmel
- Kontroll Csoport, 1983 (Dupla CD és kazetta. Bahia, 1993)

2006-ban szerzői kiadásban újra megjelent azonos tartalommal, egy CD-n, ám más borítóval.
- Ős-Kontroll, 1981 (Kazetta. Bahia, 1993)

A zenekar korai felállását dokumentáló archív felvételek.
Újra kiadva CD-n 2009-ben az Alexandra és Port.hu közös Underground katalógusában
- Élő felvételek (CD. Bahia CDB 034, 1997)

## Díjai, elismerései
- Hála Érdemrendje a gdański Európai Szolidaritás Központ a Szolidaritás-t támogató külföldiék számára itélt díj, az egész zenekar kapta meg: Bárdos Deák Ágnes, Farkas Zoltán, Hajnóczy Árpád, Hajnóczy Csaba, Kistamás László, Lehoczki Károly, Müller Péter, Újvári János (2019)[2]